# کوئین ولی (آریزونا)
کوئین ولی (به انگلیسی: Queen Valley) یک منطقهٔ مسکونی در ایالات متحده آمریکا است که در شهرستان پاینال، آریزونا واقع شده‌است. کوئین ولی ۲۵٫۲۰ کیلومتر مربع مساحت و ۲۶٬۳۶۱ نفر جمعیت دارد و ۶۲۱ متر بالاتر از سطح دریا واقع شده‌است.